# Karol Nodzeński
Karol Nodzeński (ur. 8 sierpnia 1909 roku, zm. 6 grudnia 2004 roku w Chicago) – porucznik piechoty Wojska Polskiego.

## Życiorys
Ukończył gimnazjum oraz Szkołę Podchorążych Piechoty. Promowany 15 października 1935 roku do stopnia podporucznika piech. z przydziałem do 84 pułku piechoty, w którym dowodził plutonem ckm i strzeleckim. Awansował 19 marca 1939 roku do stopnia porucznika piech. W czasie mobilizacji w marcu 1939 objął dowodzenie 4 kompanią ckm i uczestniczył jako jej dowódca w kampanii wrześniowej. 9 września 1939 roku pod Przyłękiem został ciężko ranny i wzięty do niewoli. Po wyleczeniu w szpitalu w Łodzi wywieziono go do Oflagu II A w Murnau, w którym przebywał do końca wojny. Został uwolniony i w Murnau krótko przebywał w Polskim Ośrodku Wojskowym. 11 lipca 1945 roku został przyjęty do 2 Korpusu Polskiego i przydzielony do 5 Dywizji Piechoty. W ostatnim czasie dowodził kompanią 11 batalionu strzelców. Po przejściu przez Polski Korpus Przysposobienia i Rozmieszczenia wyemigrował do Stanów Zjednoczonych i zamieszkał w Chicago, gdzie zmarł 6 grudnia 2004 roku.

## Ordery i odznaczenia
- Krzyż Srebrny Orderu Wojskowego Virtuti Militari